# Armatoleirides
Armatoleirides (лат.) — подрод жуков-тускляков из семейства жужелиц и подсемейства харпалин (Harpalinae). Восточная Палеарктика: Япония (острова Хонсю и Сикоку).

## Описание
Для подрода характерны следующие признаки: у самок две, а у самцов по четыре анальные щетинки, две щетинки на средних бёдрах, две щетинки на задних бёдрах, два волоска на простернальном межкоксальном отростке, две надглазничные щетинки, есть передние и базальные латеральные волоски на переднеспинке, простые медиальные шпоры передних голеней.

## Виды
К этому подроду относятся 3 вида:
- Amara asymmetrica (Tanaka, 1957) — Хонсю: префектура Yamanashi
  - syn.Armatoleirides asymmetrica Tanaka, 1957[3]
- Amara kenzanensis (Ishida et Shibata, 1961) — Сикоку: префектура Tokushima
  - syn.Armatoleirides kenzanensis Ishida et Shibata, 1961[4]
  - подвид Amara kenzanensis yadai Morita, 2011[5]
- Amara vixdentata (Tanaka, 1959) — Хонсю: префектура Toyama
  - syn.Armatoleirides vixdentata Tanaka, 1959[6]